# ¡Rumbo al oeste! (película de 1988)
¡Rumbo al oeste! (Westward Ho! en inglés) es una película animada de 1988 dirigida por Geoff Collins. El guion se basa en la novela homónima de Charles Kingsley, publicada en 1855, escrito por Alex Nicholas sobre una adaptación de Leonard Lee. 
La película tiene 48 minutos de duración y emplea las voces de Clair Crowther, Phillip Hinton cómo Don Guzmán y Peter Beck entre otros, además de música original del compositor John Stuart. ¡Rumbo al oeste! es una producción de Roz Phillips para el estudio australiano Burbank Films Australia. La película fue estrenada por la televisión, y en la actualidad, los derechos de autor y los másteres originales sobre la producción se encuentran en el dominio público. Diferentes organizaciones distribuyen la película en vídeo doméstico alrededor del mundo.

## Reparto original
- Bob Baines
- Peter Beck
- Clair Crowther
- Phillip Hinton - Don Guzmán
- Larissa Lambert
- Robert Menzies
- Lloyd Morris
- Noel Trevarthen